# Enkel Demi
Enkel Demi är en albansk TV-programledare som arbetat för TV Klan och Radio Televizioni Shqiptar (RTSH). Mellan 1993 och 1995 arbetade han på Radio Tirana som är en del av RTSH.
Fram till 2012 arbetade Demi för TV Klan där han bland annat ledde den albanska versionen av Deal or No Deal, Kutia. I december 2012 var han värd för Festivali i Këngës 51 tillsammans med modellen Floriana Garo. Efter att framgångsrikt ha varit programledare för festivalen fick han frågan om att leda Festivali i Këngës 52 året därpå, vilket han tackade ja till. Han skulle ursprungligen ha lett tävlingen tillsammans med den kosovoalbanska modellen Diellza Kolgeci, men dagar innan tävlingen hoppade hon av. Han ledde den istället tillsammans med Klea Huta, Marinela Meta och Xhesika Berberi. I september 2014 rapporterades det att Demi även skulle leda Festivali i Këngës 53. Han ryktades leda tävlingen med Arbana Osmani, men så blev inte fallet.
Demi är även programledare för den albanska versionen av Vem vill bli miljonär?, Kush do bëhet milioner?.[källa behövs]